# Zenuwreceptor

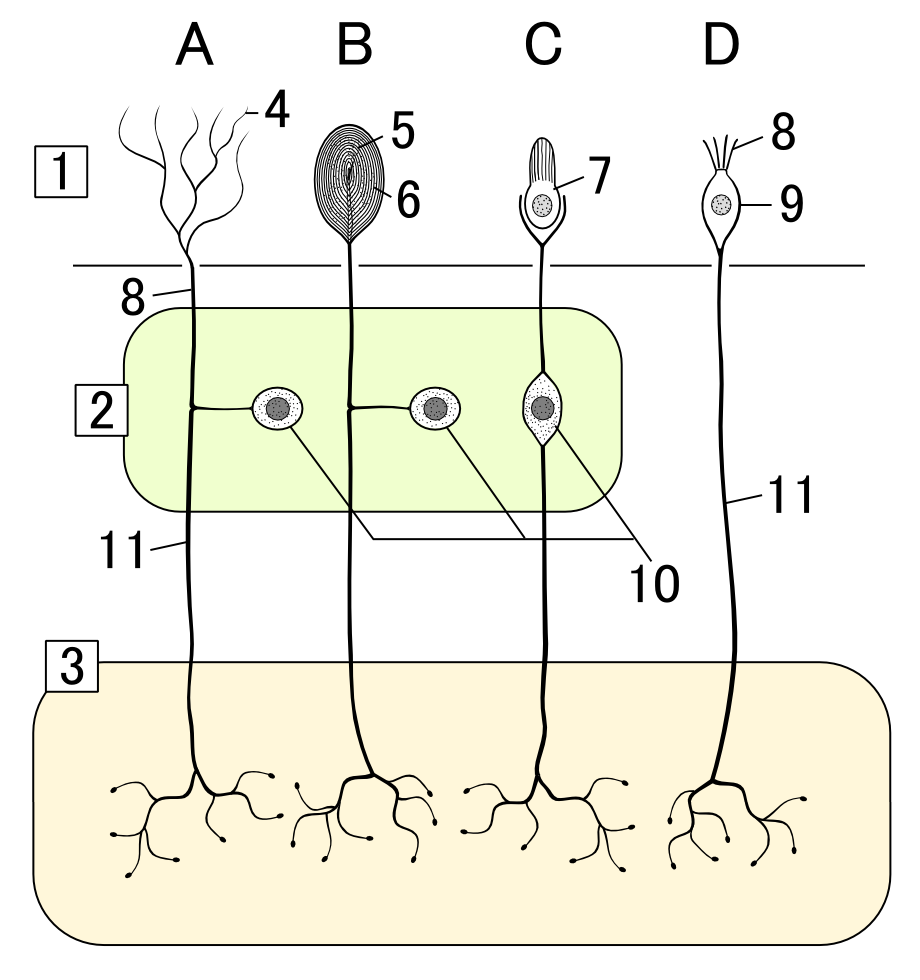
Vier typen sensorische zenuwcellen
A. chemoreceptoren
B. thermoreceptor
C. receptoren voor de tastzin
D. lichtgevoelige cellen
1. zenuwreceptor
2. zenuwknopen
3. centraal zenuwstelsel
4. vrije zenuwuiteinden
5. ingekapselde zenuwuiteinden
6. kapsel om zenuwuiteinde
7. tastzincel
8. perifere apofysen
9. lichtgevoelige cel
10. cellen
11. apofyse

Een zenuwreceptor is het uiteinde van een sensorische zenuw, die kan reageren op een stimulus binnen of buiten een organisme. Voorbeelden zijn de receptoren in de zintuigen, zoals in ogen, neus, mond en op de tong.

## Indeling
Adequate stimuli kunnen worden gebruikt voor de indeling van de sensorische receptoren:
- Baroreceptoren reageren op bloeddruk
- Chemoreceptoren reageren op chemische stimuli van bijvoorbeeld het ademhalingscentrum
- Elektroreceptoren reageren op elektromagnetische straling[2]
  - Ampullen van Lorenzini reageren op elektromagnetisch velden, zoutgehalte en op temperatuur, maar de primaire functie is die van elektroreceptoren
  - Cryptochroomreceptoren zijn gevoelig voor het violet-blauwe gedeelte van het spectrum en ook gevoelig voor de oriëntatie ten opzichte van het magnetische veld
  - Groeforganen reageren op infrarode straling
  - Lichtgevoelige cellen reageren op zichtbaar licht
  - Ultraviolette receptoren van bijvoorbeeld honingbijen reageren op ultraviolette straling. In de huid van de mens zijn er ook ultraviolette receptoren.[3]
- Hydroreceptoren reageren op veranderingen in vochtigheid
- Magnetoreceptoren reageren op magnetische velden
- Mechanoreceptoren, zoals rekreceptoren van het ademhalingscentrum, reageren op mechanische spanning
- Nociceptoren reageren op verwonding of dreiging op verwonding aan lichaamsweefsels, vaak leidend tot het voelen van pijn
- Osmoreceptoren reageren op de osmolariteit van vloeistoffen, zoals in de hypothalamus
- Proprioceptoren, zoals spierspoeltjes en Golgi-peeslichaampjes zorgen voor het waarnemen van de positie van het lichaam en die van de ledematen
- Thermoreceptoren reageren op temperatuur: hitte, koude of beide

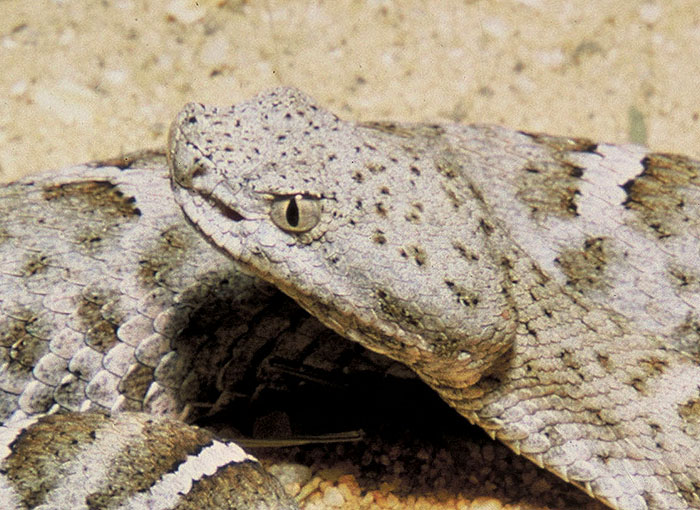
Ratelslang met infrarode receptoren
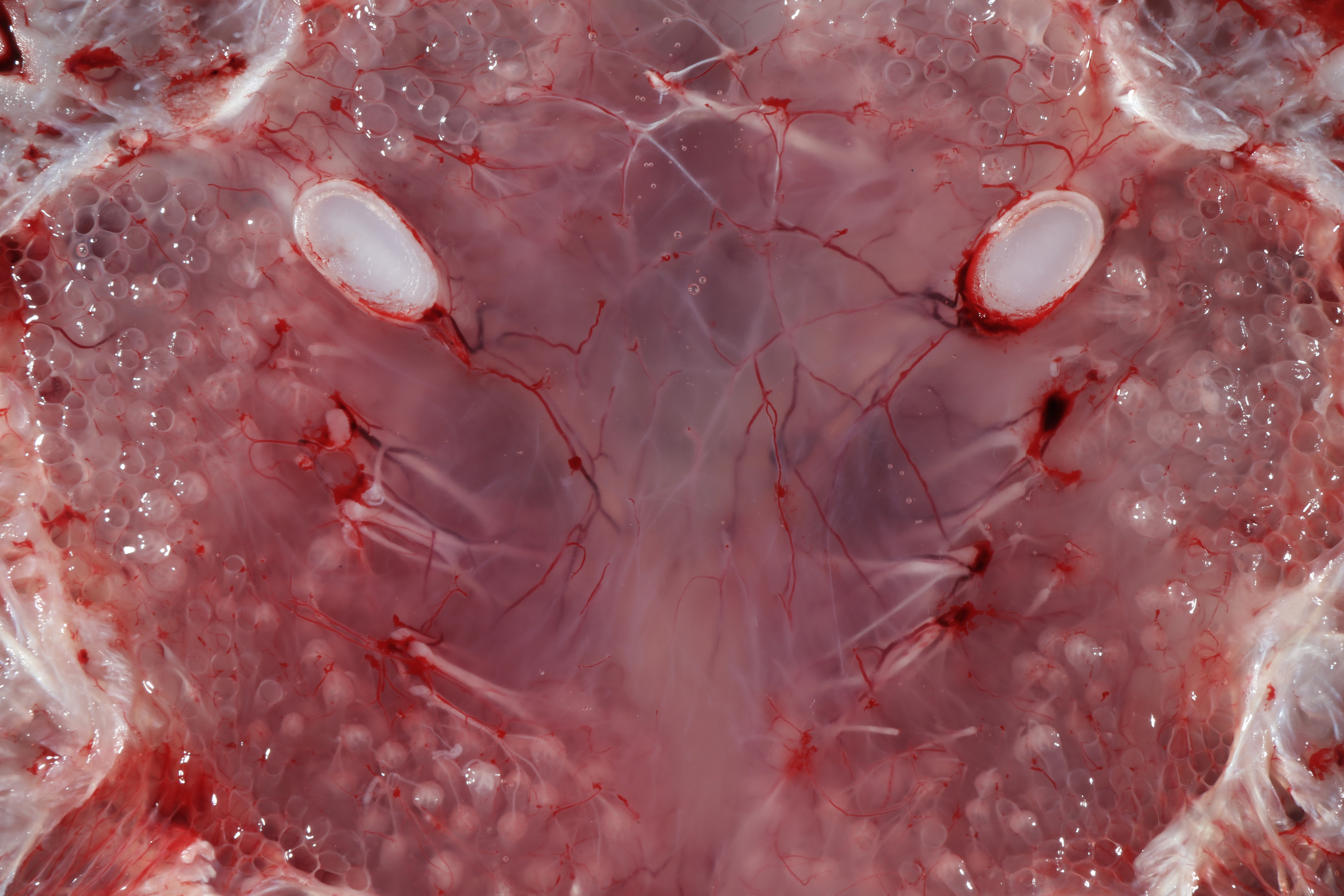
Ampullen van Lorenzini met zenuwen van de voshaai